# Pherusella flabellaris
Pherusella flabellaris är en mossdjursart som först beskrevs av James Barrie Kirkpatrick 1890.  Pherusella flabellaris ingår i släktet Pherusella och familjen Pherusellidae. Inga underarter finns listade i Catalogue of Life.